# Districtul Aïn El Kebira
Aïn El Kebira este un district din provincia Sétif, Algeria.